# Малоазиатские тритоны
Малоазиатские тритоны, или полосатые тритоны (лат. Ommatotriton) — род хвостатых земноводных из подсемейства Pleurodelinae семейства настоящих саламандр.
Тритоны относительно крупных размеров. Кожа почти гладкая или слабо зернистая. Паротиды не выступающие. Костальные борозды развиты слабо. Обычно у самцов по середине спины проходит гребень, который в период размножения увеличивается, причём значительнее, чем у других тритонов. Хвост уплощен с боков. Икринки самки откладывают поштучно или в виде небольших цепочек. Личинки лимнофильного типа. Распространены на крайнем юго-востоке Европы, на Кавказе, в Малой Азии и прилегающих регионах Ближнего Востока: на юг через Ливан до Израиля и севера Ирака; возможно, есть в Иордании.
Раньше малоазиатские тритоны считались единым видом Triturus vittatus, который относили к роду Triturus. Затем, по генетическим данным, род Triturus был разделен на несколько, в том числе был выделен род Ommatotriton с единственным видом Ommatotriton vittatus. Затем уже этот вид был разделен на два — Ommatotriton vittatus (Gray, 1835) и Ommatotriton ophryticus (Berthold, 1846), каждый из которых, в свою очередь, разделяли на подвиды. Основой для этого разделения был уровень дивергенции прежних подвидов vittatus, соответствовавший тому, который отмечен у видов тритонов из других родов. В 2005 году у вида Triturus ophryticus был описан подвид Triturus ophryticus nesterovi Litvinchuk, Zuiderwijk, Borkin and Rosanov, 2005, статус которого в 2013 был повышен до самостоятельного вида. Таким образом, в настоящее время в роде малоазиатских тритонов выделяют 3 вида:
- Ommatotriton nesterovi (Litvinchuk, Zuiderwijk, Borkin, and Rosanov, 2005) — север Турции: от окрестностей Акчая в северной части Анатолии на запад до региона Мраморного моря недалеко от Субаши.
- Ommatotriton ophryticus (Berthold, 1846) — восточное Причерноморье от Краснодарского края (окрестности Горячего Ключа) на севере до северо-восточной Турции (окрестностей Чаталана и Унье) на юге, на восток до Южной Осетии и Лагодехи. Возможно, встречается на крайнем западе Азербайджана.
- Ommatotriton vittatus (Gray, 1835) — прибрежные районы юго-восточной Турции, через западную Сирию и Ливан до Израиля и северо-западной Иордании. Обитает в хвойных, смешанных и лиственных лесах, поднимаясь в горы до субальпийских лугов.

Основным морфологическим признаком, позволяющим различать эти виды, является продольная белая полоса внизу боков тела. У Ommatotriton vittatus эта боковая белая полоса заметно шире, чем у Ommatotriton ophryticus и Ommatotriton nesterovi. У Ommatotriton nesterovi она тянется не только между передними и задними конечностями, но и от передних конечностей до глаза, не прерываясь пятнами или крапинами. Однако узкая продольная светлая полоса на хвосте у Ommatotriton nesterovi прерывается крупными пятнами (у самцов они с голубоватым оттенком), в то время как у Ommatotriton ophryticus и Ommatotriton vittatus она непрерывная.